# Меррімак (річка)
Меррімак (англ. Merrimack River) — річка в штатах Нью-Гемпшир та Массачусетс.
Річка бере початок в місті Франклін при злитті Вінніпесокі та Пеміджевосет, далі тече в південному напрямку, перетинаючи кордон з Массачусетсом. Поблизу міста Лоуелл річка повертає на північний схід, де впадає в Атлантичний океан біля Ньюберіпорту. На південь від гирла річки розташований острів Плам.
Одна з версій походження назви — від одного з прислівників мови алгонкінів «merruhauke» («місце з сильною течією»). 
У травні 2006 року на річці сталася сильна повінь.

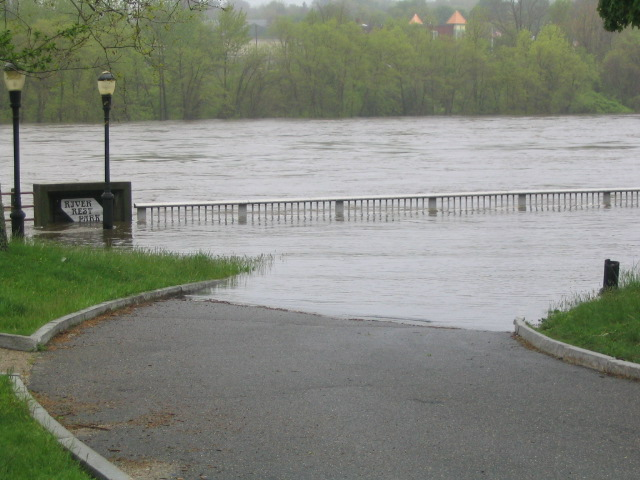
Річка Меррімак під час повені в травні 2006 в Гейвергілл (Массачусетс).